# Новочеркасский 145-й пехотный полк
145-й пехотный Новочеркасский Императора Александра III полк — пехотная воинская часть Русской императорской армии.

## Формирование полка
Полк сформирован 13 октября 1863 г. из 39-го резервного батальона (бывшего 4-го резервного батальона Томского пехотного полка) и бессрочно-отпускных, в составе трёх батальонов с тремя стрелковыми ротами, под названием Новочеркасского пехотного полка.
При сформировании полку присвоено старшинство Томского пехотного полка с 29 ноября 1796 г. и переданы некоторые знаки отличия. 25 марта 1864 г. к наименованию полка был присоединён № 145. Основные квартиры были определены в городе Балашове.
26 мая 1869 г. внук императора Александра II, великий князь Александр Александрович, был назначен шефом, и полк назван 145-м пехотным Новочеркасским Его Императорского Высочества Великого Князя Александра Александровича полком; квартировать полку было назначено в Санкт-Петербурге и Красном Селе.
23 апреля 1870 г., по случаю смерти шефа, отец его, наследник цесаревич великий князь Александр Александрович, был назначен шефом и к названию полка было присоединено его имя.
7 апреля 1879 г. в полку сформирован 4-й батальон.
2 марта 1881 г., по случаю вступления на престол императора Александра III, полк назван 145-м пехотным Новочеркасским Его Величества полком. После смерти императора Александра III Новочеркасскому полку сохранено его имя.
29 ноября 1896 г. Новочеркасский полк праздновал 100-летний юбилей и получил новое Георгиевское знамя с добавочной надписью «1796—1896».

## Кампании полка
В 1865 г. 3-й батальон был назначен в Оренбургский военный округ на усиление Туркестанских войск, однако, квартируя в самом Оренбурге, батальон в военных действиях против бухарцев и кокандцев не участвовал и в сентябре 1867 г. вернулся к своему полку.
С началом русско-турецкой войны 1877—1878 гг. полк командировал 11 офицеров на формирование командного состава дружин болгарского ополчения.
Во время русско-японской войны Новочеркасский полк, прибыв 3 августа 1904 г. в Хушитай, получил боевое крещение в сражении при Шахэ. 28 сентября полк; находясь в авангарде 1-го армейского корпуса, занял позицию на Двурогой сопке, у деревни Тан-хайши, и в ночь на 29 сентября был окружён 10-й японской пехотной дивизией. Несмотря на превосходство сил противника, полк упорно держался на позиции до рассвета и, отбив все ночные атаки, пробился штыками к своим войскам, не оставив противнику никаких трофеев. 30 сентября и 1 октября Новочеркасский полк, в составе других частей 37-й пехотной дивизии, участвовал в бою у деревни Яншутен и отбил три атаки японцев. В боях на Шахэ Новочеркасский полк потерял 34 офицера и 1028 нижних чинов.
В февральских боях под Мукденом полк был разделён на два отряда; 4-й батальон его вошёл в состав отряда подполковника Ерогина, прикрывавшего 22 и 23 февраля у деревни Модзасян отступление 6-го Сибирского корпуса; остальные же части полка, составляя отряд своего полкового командира полковника Карепова, заняли позицию у деревень Индяпуза и Сясюнчен и прикрывали 25 февраля отступление частей 1-го армейского корпуса против японцев, прорвавших расположение русских войск у деревни Киузан. Несмотря на громадные потери, Новочеркассцы отбили все атаки противника и продержались на позиции до тех пор, пока не прошли последние части корпуса. В Мукденских боях Новочеркасский полк потерял 19 офицеров и 895 нижних чинов.
За доблестные действия полка в русско-японскую войну ему пожалованы 21 декабря 1909 г. Георгиевские серебряные трубы.

## Знаки отличия полка
- Полковое Георгиевское знамя с надписями «За усмирение Трансильвании в 1849 и за Севастополь в 1854 и 1855 гг.» и «1796—1896», с Александровской юбилейной лентой; первая часть надписи унаследована от Томского пехотного полка. Знамя пожаловано 29 ноября 1896 г.
- Знаки на головные уборы для нижних чинов с надписью «3а отличие», пожалованные 6 апреля 1830 г. Томскому полку за отличие в русско-турецкую войну 1828—1829 гг.
- Георгиевские серебряные трубы с надписью «За отличие в 1904—05 гг.».

Старшинство полка — с 29 ноября 1796 г. Полковой праздник — 30 августа.

## Знаки различия

### Офицеры
| Описание     | Знаки различия по состоянию 1883-1909 гг. | Знаки различия по состоянию 1883-1909 гг. | Знаки различия по состоянию 1883-1909 гг. | Знаки различия по состоянию 1883-1909 гг. | Знаки различия по состоянию 1883-1909 гг. | Знаки различия по состоянию 1883-1909 гг. | Знаки различия по состоянию 1883-1909 гг. | Знаки различия по состоянию 1883-1909 гг. |
| погоны       |                                           |                                           |                                           |                                           |                                           |                                           |                                           |                                           |
| ------------ | ----------------------------------------- | ----------------------------------------- | ----------------------------------------- | ----------------------------------------- | ----------------------------------------- | ----------------------------------------- | ----------------------------------------- | ----------------------------------------- |
| Классный чин | полковник                                 | подполковник                              | Капитан                                   | штабс-капитан                             | поручик                                   | подпоручик                                | прапорщик                                 | прапорщик (1883-1904)                     |
| Группа       | штаб-офицеры                              | штаб-офицеры                              | штаб-офицеры                              | обер-офицеры                              | обер-офицеры                              | обер-офицеры                              | обер-офицеры                              | обер-офицеры                              |

## Шефы полка
- 26.05.1869 — 23.04.1870 — великий князь Александр Александрович (сын Александра III)
- 23.04.1870 — 21.10.1894 — император Александр III

## Командиры полка
- 11.11.1863 — 17.08.1867 — полковник Вельк, Карл Андреевич
- 17.08.1867 — 23.04.1872 — полковник барон фон Медем, Карл-Оттон-Эбергард-Леопольд-Конрад Карлович
- 23.04.1872 — 07.12.1876 — полковник Бутенко, Семён Иванович
- 07.12.1876 — 04.09.1880 — полковник Маслов, Игнатий Петрович
- 07.10.1880 — 13.06.1886 — полковник Оржевский, Виктор Васильевич
- 13.06.1886 — 27.06.1888 — полковник Маслов, Михаил Николаевич (временно исполняющий обязанности)
- 27.06.1888 — 23.10.1889 — полковник Скугаревский, Аркадий Платонович
- 29.10.1889 — 31.05.1895 — полковник фон Лизарх-Кенигк, Александр Александрович
- 02.06.1895 — 30.11.1898 — полковник Воронов, Павел Николаевич
- 15.12.1898 — 20.06.1901 — полковник Шульман, Рудольф Рудольфович
- 20.06.1901 — 10.05.1903 — полковник Щербачёв, Дмитрий Григорьевич
- 07.07.1903 — 25.07.1904 — полковник Гейнрихсен, Александр Георгиевич
- 25.07.1904 — 17.01.1909 — полковник Карепов, Николай Николаевич
- 17.01.1909 — 01.10.1910 — полковник Беляев, Владимир Васильевич
- 01.10.1910 — 14.12.1913 — полковник Буковский, Александр Петрович
- 24.12.1913 — 30.08.1914 — полковник Васмундт, Владимир Георгиевич
- 30.08.1914 — 21.01.1915 — полковник Верцинский, Эдуард Александрович
- 04.09.1915 — 24.12.1916[2] — полковник Алексеев, Сергей Андреевич
- 03.01.1917 — хх.хх.хххх — полковник барон Штакельберг, Иван Иванович

## Известные люди, служившие в полку
- Арнольди, Константин Николаевич — военный писатель и журналист.
- Захаров, Павел Петрович (1843—1880) — русский медик, коллежский советник; доктор медицины. автор ряда научных публикаций.
- Караев, Георгий Николаевич — военный историк.
- Ломан, Дмитрий Николаевич — журналист, писатель.
- Роборовский, Всеволод Иванович — исследователь Центральной Азии, географ.